# Jag går till det land där ovan
Jag går till det land där ovan är en sång med text från 1884 av Annie Hartelius. Sången sjungs på en engelsk melodi och publicerades i Stridsropet 25/6 1884.

## Publicerad i
- Musik till Frälsningsarméns sångbok 1907 som nr 326.
- Frälsningsarméns sångbok 1929 som nr 276 under rubriken "Jubel, erfarenhet och vittnesbörd".
- Frälsningsarméns sångbok 1968 som nr 300 under rubriken "Jubel och tacksägelse".
- Frälsningsarméns sångbok 1990 som nr 558 under rubriken "Erfarenhet och vittnesbörd".